# Leo Smit (Nederlands componist)

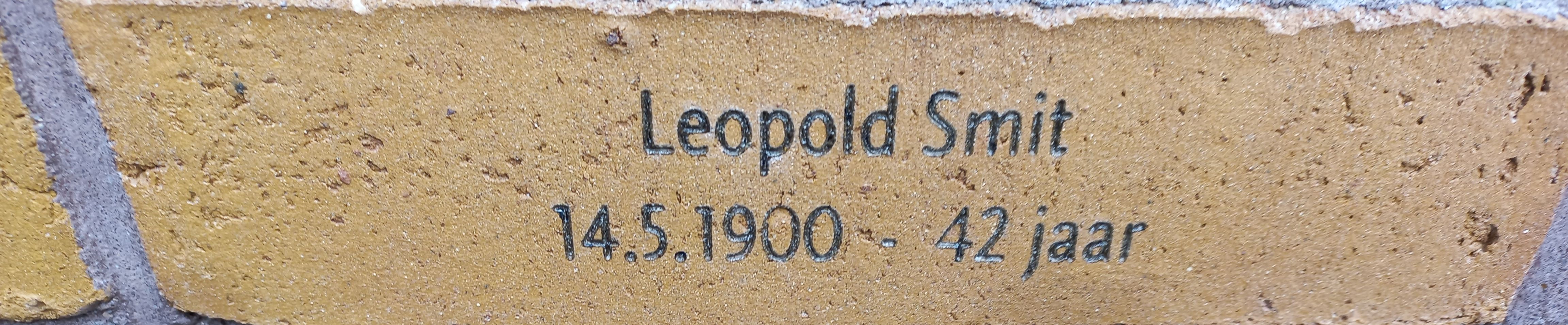
Naamsteen in Holocaust Namenmonument (maart 2023)

Leopold (Leo) Smit (Amsterdam, 14 mei 1900 - Sobibór, 30 april 1943) was een Nederlands componist en pianist van Portugees-Joodse afkomst, gedood tijdens de Holocaust.

## Biografie
Hij was zoon van Rephaël Jacob Smit (1874-1942) en Janet Ricardo, wonende aan de Plantage Kerklaan 17b. Hijzelf trouwde in 1933 met de Amsterdamse Engeline (Lien) de Vries (27 november 1908-30 april 1943). Moeder overleed in 1937, maar vader en echtgenote werden omgebracht in respectievelijk Auschwitz en Sobibór.
Smit studeerde piano aan het Conservatorium van Amsterdam bij Sem Dresden en Ulfert Schults en daarna compositie bij Bernard Zweers en opnieuw Sem Dresden. Al tijdens zijn studie werd zijn Inleiding en allegro voor symfonieorkest uitgevoerd door de orkestklas van het conservatorium. Een in 1925 uitgevoerd werk voor kamerorkest De vertraagde film noopte de recensent te noteren, dat Smit weliswaar talentvol was maar nog niet volgroeid en te zwaar leunde op werk van Igor Strawinsky. Tegelijkertijd gaf een uitvoering door leden van het Concertgebouworkest meer richting het eerste.
Daarna was hij enige tijd zelf leraar aan het genoemde conservatorium in de vakken harmonieleer en muziektheorie (1924-1927). In 1927 verhuisde hij naar Parijs, waar de muziek van Maurice Ravel en Igor Stravinsky grote indruk op hem maakte. Hij trok veel op met zijn vriend Jacques Beers, die ook in Parijs verbleef. Hier had hij veel contact met componisten van de zogeheten Groupe des Six, waartoe onder anderen Darius Milhaud, Arthur Honegger en Francis Poulenc behoorden. 
Eind 1936 verhuisde Smit naar Brussel, waar hij een jaar bleef wonen. Eind 1937 keerde hij terug naar Amsterdam, waar hij op 12 februari 1943 zijn laatste werk voltooide, de sonate voor fluit en piano. Op 27 april 1943 werd hij op transport gesteld naar Sobibór, waar hij op 30 april werd omgebracht.
Na zijn dood was er een tijdlang nauwelijks belangstelling voor zijn muziek, maar vanaf eind jaren ’80 werd zijn werk weer met enige regelmaat uitgevoerd. Ook werd een cd-box met vrijwel zijn volledige oeuvre uitgebracht. In 2022 voerden de broers Arthur Jussen en Lucas Jussen werken van hem uit tijdens een tournee, ze maakten ook een documentaire over zijn muzikale leven.

## Werk
Zijn werk is voortkomend uit zijn geschiedenis Frans georiënteerd. Zijn werken stond ongelijk verdeeld zes keer op de lessenaars van het Concertgebouworkest.
- 1923: Voorspel tot Herman Teirlincks De vertraagde film, voor orkest
- 1925: Silhouetten voor orkest; dit werk werd vier keer gespeeld door het Concertgebouworkest onder dirigenten Cornelis Dopper (1925) en Stéphane Denève (2016 3x)
- 1926: Suite voor Piano; Forlane et Rondeau, voor orkest bewerkt in 1958 door Godfried Devreese
- 1926: Trio voor fluit, altviool en harp, opgedragen aan Rosa Spier
- 1928: Kwintet voor fluit, viool, altviool, cello en harp
- 1928-1930: Deux hommages aan Sherlock Holmes en Philo Remington, de uitvinder van de schrijfmachine; voor piano (1928–1930)
- 1929: Schemselnihar, ballet voor orkest; Pierre Monteux leidde het Concertgebouworkest in dit werk in 1929.
- 1933: Concertino voor harp en orkest, in 1934 uitgevoerd door Rosa Spier met het Concertgebouworkest onder leiding van Eduard van Beinum
- 1933: Sextet voor fluit, hobo, klarinet, fagot, hoorn en piano
- 1936: Symfonie in C
- 1937: Concerto voor piano en harmonieorkest; voor het eerst uitgevoerd in 1987; in 1994 uitgevoerd door Ivo Janssen begeleid door het Radio Symfonie Orkest onder leiding van Ed Spanjaard; werk met invloeden van Strawinsky, Milhaud en Poulenc
- 1937: Concertino voor cello en orkest
- 1938: Suite voor hobo en cello
- 1938: Trio voor klarinet, altviool en piano
- 1938: Kleine Prelude van Ravel, voor alt en piano; gedicht door Martinus Nijhoff
- 1938: La Mort, voor sopraan, alt en piano, tekst door Charles Baudelaire
- 1939: De bruid, voor dameskoor, tekst door Jan Prins
- 1939-1940: Strijkkwartet
- 1940: Divertimento voor piano, quatre mains (1940); voor orkest bewerkt in 2008 door Andries van Rossem
- 1940: Concert voor altviool en strijkorkest
- 12 februari 1943: Sonate voor fluit en piano; voor orkest bewerkt in 1989 door Willem Strietman

Hiernaast heeft hij ook nog twintig eenvoudige oefeningen voor piano geschreven en twaalf stukken voor quatre mains.

### CD
Leo Smit - Kamermuziek en Orkestwerken. NM 93003 (4 CD Box)

## Leo Smit Stichting
In samenwerking met het Joods Historisch Museum werd in 1995 een concert georganiseerd met werken van Joods-Nederlandse componisten. Dit was zo succesvol, dat in 1996 postuum de Leo Smit Stichting werd opgericht. Zij organiseert regelmatig concerten in de Uilenburger Synagoge en steeds vaker ook daarbuiten. Het eerste Uilenburger Concert vond plaats in oktober 1996 en het was een duidelijk eerbetoon aan Leo Smit, maar de stichting schenkt ook aandacht aan andere Joods-Nederlandse componisten.
- Bibliothèque nationale de France: cb140462685 (data)
- Biografisch Portaal: 29778407
- CiNii: DA16523642
- Gemeinsame Normdatei: 129798703
- International Standard Name Identifier: 0000 0000 6655 0954
- Library of Congress Control Number: no93013819
- MusicBrainz: effef4a6-ff61-4a30-a18a-85f4a05fdf42
- Nationale Bibliotheek van Israël: 987007268146705171
- Nederlandse Thesaurus van Auteursnamen: 073726788
- SNAC: w66t3zd2
- Système universitaire de documentation: 156598299
- Virtual International Authority File: 66667441
- WorldCat: E39PBJt8gkmKbrVkCyb64fdRKd